# Anisopodus elongatus
Anisopodus elongatus är en skalbaggsart som beskrevs av Bates 1863. Anisopodus elongatus ingår i släktet Anisopodus och familjen långhorningar. Inga underarter finns listade i Catalogue of Life.